# Solberg Station
Solberg Station (Solberg stasjon eller Solberg holdeplass) var en jernbanestation, der lå i Solberg i Hobøl kommune på Indre Østfoldbanen (Østre Linje) i Norge. Den bestod af et spor og en kort perron med et læskur. Den lå 36,01 km fra Oslo S.
Stationen blev oprettet som trinbræt i 1928 og nedlagt 1. februar 1947. Den blev genoprettet 10. juni 1954 og nedlagt igen 29. maj 1988.